# Leptosphaeria senegalensis
Leptosphaeria senegalensis är en svampart som beskrevs av Segretain, Baylet, Darasse & Camain 1959. Leptosphaeria senegalensis ingår i släktet Leptosphaeria och familjen Leptosphaeriaceae.   Inga underarter finns listade i Catalogue of Life.